# Шахматы с острова Льюис
Шахматы острова Льюис — набор из 78 шахматных фигур, изготовленных в Средние века. Материалом для большинства из них послужил моржовый клык, а остальные выполнены из китового зуба. Фигуры вместе с 14 шашками для игры типа нард и пряжкой для ремня были обнаружены в 1831 году на шотландском острове Льюис (Внешние Гебриды). Существует предположение, что «фигурки использовали не только для шахмат, но и для игры в хнефатафл (hnefatafl)».
В настоящее время 11 шахматных фигур находятся в Национальном музее Шотландии, остальные 82 предмета (включая шашки и пряжку) — в Британском музее.

## История
Клад был обнаружен жителем деревни Пенни-Дональд (округ Уиг) Малкольмом Маклаудом в 1831 году на западном побережье острова, в районе залива Уиг (англ.). При этом до сих пор непонятно, каков был точный состав находки: первые газетные публикации говорили, что найдено «до семидесяти фигур», сегодня экспонируется 78 (плюс шашки и пряжка), предполагается же, что фигур было минимум 4 полных набора (то есть не меньше 128, хотя серьезные различия в размерах 19 сохранившихся пешек позволяют выдвинуть гипотезу и о 5 первоначальных наборах, то есть 160 фигурах). Почти сразу же удачливый крестьянин продал свою находку сторновейскому купцу Родрику Пири.
Первая публичная демонстрация фигурок состоялась «с разрешения мистера Родрика Пири из Сторновея» во время заседания Общества антиквариев Шотландии (англ.) в Эдинбурге 11 апреля 1831 года. Спустя короткое время шахматы за 30 фунтов стерлингов приобретает эдинбургский купец Т. А. Форрест, рассчитывая выгодно их перепродать. Не достигнув договорённости с Обществом антиквариев Шотландии, Форрест обращается в Британский музей, где знакомится с помощником хранителя отдела манускриптов Фредериком Мэдденом, который сумел заинтересовать идеей приобретения своего начальника Эдварда Хокинса. Однако, как это часто бывает, вопрос цены стал камнем преткновения. В дневнике Мэддона 17 октября 1831 года записано: «За шахматы запрошена цена в 100 гиней. Боюсь, что, если Попечительский совет не заплатит эту сумму, коллекция будет распродана по частям, и это станет ужасным несчастьем». Но музейные сотрудники настаивали на цене в 80 гиней.
В итоге долгих переговоров до января 1832 года в собственность Британского музея перешло 82 предмета (67 фигур, 14 шашек и ременная пряжка). Примерно в это же время член Общества антиквариев Шотландии Чарльз Киркпатрик Шарп приобретает у Форреста ещё 10 фигур, а немного позже прибавляет к своей коллекции одиннадцатый экспонат — епископа (слона), который ему продают на острове Льюис. Эта покупка позволяет утверждать, что к Форресту попал не весь клад, и часть фигур была распродана (или, наоборот, припрятана) ранее.
Киркпатрик Шарп владел своими фигурами почти 20 лет и, когда он умер, в июне 1851 года они были проданы с аукциона лорду Лондесборо (англ.) за 105 фунтов. Коллекцию лорда Лондесборо было решено распродать только через 28 лет после его смерти, и в 1888 году на аукционе Кристис все его 11 фигур были куплены за 100 гиней Обществом антиквариев Шотландии, которое передало свою покупку Национальному музею Шотландии.
В настоящее время активно обсуждается вопрос о передаче всех фигур в шотландские музеи.

## Версии о происхождении клада
О том, как фигуры попали на остров Льюис, есть несколько версий:
1. Мэдден, а вслед за ним и Киркпатрик Шарп связывают происхождение шахмат с местным мифом о монастыре у залива Уиг, населённым «чёрными женщинами». Однако на сегодняшний день нет ни документальных, ни археологических подтверждений существования такого монастыря или чего-то подобного.
2. Записи Национального музея Шотландии сообщают о покупке 11 шахматных фигур, найденных в каменной полости, обнажившейся под действием моря. Данная полость располагалась на глубине 15 футов (4,6 метра), а фигуры были слегка покрыты песком и находились рядом с кучей золы. Причём упоминается, что находка сделана поблизости от «Дома чёрных женщин в Уиге».
3. В опубликованном в 1863 году в составе «Трудов Общества антиквариев Шотландии» сочинении капитана Ф. У. Л. Томаса «Заметки о шахматах с острова Льюис» рассказывается легенда о местном пастухе, который убил потерпевшего кораблекрушение матроса и зарыл его мешок (в котором и были шахматы) на берегу. Позже пастух был повешен (правда, за другие преступления), а его клад остался нетронутым.
4. Похожая легенда упоминается и Королевской комиссией по античности и историческим памятникам: в XVII веке пастух по кличке Рыжий Гилли поймал на берегу мальчика, который сбежал со стоявшего в заливе корабля, и убил его. Шахматы, которые были у мальчика, закапываются в песке, а Рыжего Гилли через некоторое время вешают.

## Состав и описание
На основании анализа стиля резьбы и одежды/экипировки фигур-персонажей временем изготовления считается интервал между 1150 и 1200 годами. По поводу места изготовления есть несколько гипотез, основная из которых называет авторами норвежских резчиков, по-видимому, из Тронхейма, где были найдены схожие артефакты. В то время Внешние Гебриды (к которым относится Льюис) входили в состав земель норвежской короны.
Есть предположение, что общеизвестные фигуры первоначально составляли минимум 4 комплекта, для полноты которых сегодня не достаёт (в русских наименованиях) 1 коня, 4 ладей и 45 пешек. В свою очередь, 78 известных фигур распределены следующим образом:
- Британский музей — 6 королей, 5 ферзей, 10 ладей, 13 слонов, 14 коней и 19 пешек;
- Национальный музей Шотландии — 2 короля, 3 ферзя, 2 ладьи, 3 слона и 1 конь.

Короли. Все короли сидят на богато украшенных тронах, на коленях каждого лежит меч, который король держит за оба конца. 6 королей бородаты, 2 гладко выбриты. Почти все короли носят толстые косы, только у одного волосы обрезаны до плеч.
Королевы (ферзи). Как и короли, все королевы сидят на тронах. По обычаю конца XII века на головы королев (под корону) надето покрывало. Все фигурки имеют примерно одну позу: они опираются подбородком на правую руку, а левая лежит на коленях и либо поддерживает локоть правой, либо сжимает рог (скорее всего, разновидность винного кубка).
Епископы (слоны). 7 фигурок сидят на тронах, а 9 стоят. Головы всех епископов увенчаны митрой, а в руках они держат посохи. Митры играют важную роль датировки шахмат, так как мода именно на прямые митры (как у фигурок) возникла около 1150 года. Причём именно эти фигуры — старейшее сохранившееся изображение слона как «епископа».
Рыцари (кони). Все 15 сохранившихся рыцарей сидят верхом на пони, на головах у них шлемы, в руках щиты и копья, а через плечо повешены ножны с мечами.
Стражники (ладьи). Все 12 дошедших до нас стражников — это пешие воины, прикрывающиеся ростовыми щитами и вооружённые мечами. 11 из них в шлемах. 4 стражника изображены в виде берсерков, грызущих свои щиты.
Пешки. Все 19 пешек сходны по форме, хотя и различаются в размерах. Пешки — единственные не антропоморфные фигуры. Возможно, это связано с тем, что традиционный вид — пеших солдат — уже «занят» ладьями. Большинство пешек имеют вид восьмигранной усечённой пирамиды со скруглённой верхушкой. У одной из пешек сверху находится подобие кнопки, а другая имеет слегка вогнутые поверхности.